# Орловський Михайло Миколайович
Орловський Михайло Миколайович (нар. 1874, Кам'янець-Подільський — пом.27 січня 1918, Київ) — лікар-хірург, голова Ушицького повітового земства (1917), начальник київського окружного воєнно-санітарного управління (1917—1918) УНР.

## Біографія
У 1898 р. закінчив медичний факультет Університету св. Володимира. Служив у Російській імператорській армії лікарем білостоцького полку. З 1901 р. — інтерн хірургічного відділення київської Олександрівської лікарні (керівник — професор Микола Волкович). Пізніше працює земським лікарем у с. Медведівці Чигиринського повіту Київської губернії.
В роки російсько-японської війни 1904—1905 рр. — молодший лікар санітарного поїзда. Після війни — земський лікар у м. Віньківці та Могилеві-Подільському.
У 1906—1907 рр. — активіст київської Просвіти. Разом з М. П. Левицьким, Ф. П. Лукʼяновим, В. К. Корольовим, М. С. Синицьким став співзасновником видавництва «Час».
З початком у 1914 р. Великої війни — знову в лавах російської імператорської армії — старшим лікарем 12 паркової артилерійської бригади. Під час перебування у Галичині у складі окупаційного війська усиновив місцевого хлопчика.
Навесні 1917 р. його обрано головою Ушицького повітового земства.
У жовтні 1917 р. — учасник III всеукраїнського військового зʼїзду. Невдовзі отрима пропозицію обійняти посаду начальника київського окружного воєнно-санітарного управління.
27 січня пішов на роботу, однак по дорозі був затриманий та при конвоюванні вбитий більшовиками.
1 лютого його було поховано на Байковому кладовищі.